# Дюрле, Франсуа Андре
Франсуа Андре Дюрле (фр. François André Durlet, также Франс Андрис Дюрле, нидерл. Frans-Andries Durlet; 11 июля 1816, Антверпен — 2 марта 1867, Антверпен) — бельгийский архитектор.
Известен, прежде всего, как реставратор. Работал над восстановлением замка Стен и Собора Антверпенской Богоматери, в котором, помимо прочего, спроектировал новые хоры. В оригинальном творчестве был одним из первых в Бельгии представителей неоготики. Преподавал в Антверпенской академии художеств, важнейшим его учеником был Питер Кёйперс.
Сын Дюрле Франс Дюрле (1855—1931) также был архитектором, внук Эммануэль — известным музыкантом.
Имя Дюрле носит улица в Антверпене (нидерл. Durletstraat).